# Classe Joseph Staline
La classe Joseph Staline est une classe de paquebots de l'Union soviétique comprenant deux navires : le Joseph Staline et le Vyacheslav Molotov renommé Baltika, construits en 1939 aux Pays-Bas. Ils quittent Amsterdam le 1er mai 1940, neuf jours avant l'occupation allemande des Pays-Bas. Initialement prévus pour naviguer dans les eaux pacifiques de l'Union soviétique, cette dernière maintiendra ces navires en mer Baltique. Le Joseph Staline et le Baltika sont utilisés à des fins militaires ; le premier sera coulé près de Lohusalu dans les eaux de l'actuelle Estonie en 1941, le second reprendra un service civil après la guerre. Le Baltika assure la ligne Leningrad vers les ports du bloc de l'Est avant le démantèlement de celui-ci, en 1987.

## Crédits
- (en) Cet article est partiellement ou en totalité issu de l’article de Wikipédia en anglais intitulé « Iosif Stalin-class passenger ship » (voir la liste des auteurs).